# 寄席芸人伝
『寄席芸人伝』（よせげいにんでん）は、古谷三敏による日本の漫画。漫画雑誌『ビッグコミック』（小学館）において、1978年（昭和53年）から1989年（平成元年）まで連載された。全153話。明治、大正、昭和の各時代を舞台とし、各話ごとに架空の落語家、もしくは落語の関係者を主人公として、主に寄席にまつわる人々のエピソードを描く。基本的に1話完結のオムニバス形式であり、全話に共通した主要登場人物や物語は存在しない。
古谷の代表作の一つであり、『ダメおやじ』と共に、古谷が漫画家として人気を博すきっかけとなった作品の1つである。著者名義は古谷と、古谷が芳谷圭児と共に設立した漫画制作プロダクション・ファミリー企画との連名による「古谷三敏 ファミリー企画」。脚本協力は漫画原作者のあべ善太。

## あらすじ
※ オムニバス作品のため、例として第1話「写実（レアリスム）の左楽」のみ紹介する。
明治末期。落語家の3代目柳亭左楽は、人情噺で人気を博している。左楽が寄席で、ある下男がある者に脅され、世話になった主人を槍で突こうとする場面を演じると、客席から文士の高野酔桜が「まずい!」と一喝する。左楽が理由を問うと、高野は「レアリスム（写実主義）、即ち写実が欠けている」と言う。左楽は、決して殺したくはない相手を、命惜しさに殺さなければならない心理を知るため、「お前を殺さなければ、落語家としての俺が死んでしまう」と、泣きながら自宅の愛犬を殺す。左楽が高座で号泣しながら下男の槍を演じると、客席は拍手で満ち、高野も称賛する。これを機に左楽は、落語における写実を極めてゆく。
やがて、大正期の初めての冬。左楽は豪雪の甲州で山に登り、行き倒れになる。命拾いして病院に担ぎ込まれた左楽は、「『鰍沢』を完成させたかった」と語る。その年の夏。猛暑のあまり、寄席の客たちが服を緩めて団扇で煽いでいる中で、左楽は『鰍沢』を始める。演目『鰍沢』は、豪雪の時期の設定であり、仲間の落語家たちは「客たちには受けないのでは」と危惧する。しかし、迫真に迫る左楽の演技は、あたかも背後に猛吹雪が吹き荒れるようである。客たちは団扇の手を止め、緩んだ服を直し、ついには身震いし始める。左楽は「写実（レアリスム）の左楽」の異名を持つに至る。

## 作風とテーマ

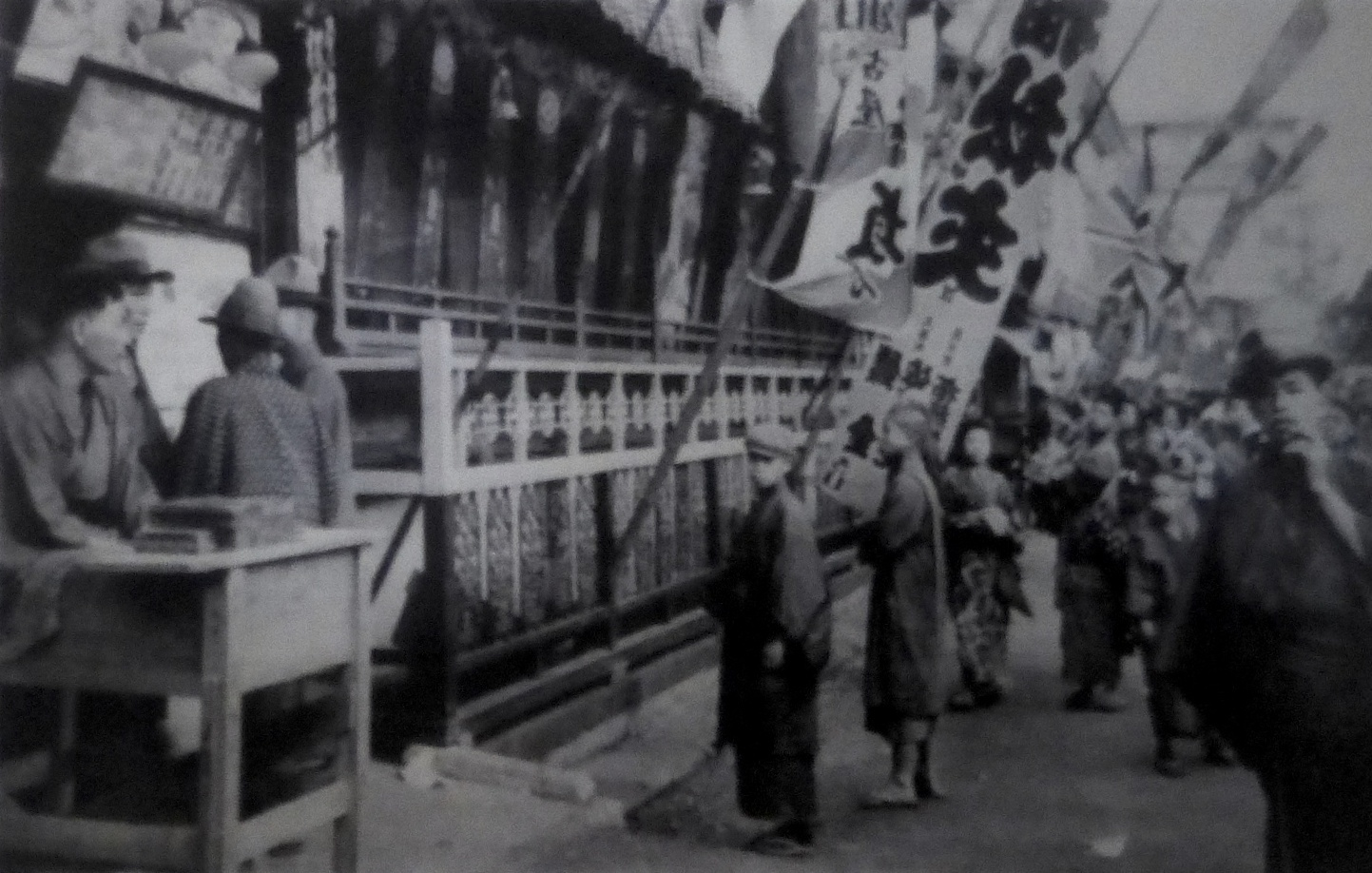
大正時代の浅草の寄席

時代設定は、明治から昭和中期にかけての様々な時代である。特に、街のあちこちの寄席が庶民の娯楽の場として、多くの客たちに人気を博していたころ、まだ街に遊廓も人情も残されていたころが舞台となっている。
各話ごとの主人公の落語家も、名人、若手の真打、駆け出しの前座、芸の上達に苦悩する者、慢心する者、70歳以上の高齢で入門する前座といったように、様々な地位や年齢の者が登場する。落語家のみならず、名落語家の人力車を引く車夫、落語の道を断念して別の職に就く者、下座（出囃子）の太鼓や笛の名人、ベテランながら一線を退いて後進の育成に生き甲斐を見いだす者もいる。芸に身を滅ぼす者、失敗を成長の糧とする者、既存の伝統から脱却して新しい落語を確立しようとする者など様々だが、落語を愛し、寄席を愛し、自分の仕事に誇りを持っているという点は共通している。
師匠と弟子、落語家と妻、落語家同士、演者と観客など、寄席とそれを取り巻く人間模様を描いた作品であり、それぞれの芸人が持つ得難い個性を、1話1人ずつ描き分けることで、独特の世界が作り上げられている。「古典落語は流れから結末まですでに決まっており、聴く側も大抵それを知っているはずなのに、決まりきった型の話を聞いてなぜ面白く感じるのか」「落語が楽しませる相手は批評家や文人か、それとも大衆か」「噺の中で複数人の役を演じるとき、多くの落語家はなぜ声色を変えないか」といった、落語における基本的な問題も、漫画の中に込められている。
物語は基本的にシリアスであるが、ところどころに、ふと心を和ませるようなユーモアが散見される。古谷は本作以前に、『ダメおやじ』のようなギャグ漫画で人気を博したが、ギャグを描くための綿密な計算が、こうしたシリアスな漫画の描写に活かされているとの意見もある。
多くの登場人物の描写は、古谷三敏が師事した赤塚不二夫譲りの、デフォルメされた愛嬌のある3頭身であり、コマ割りと共に、基本的かつシンプルな絵柄として描かれている。全編を通じた、柔らかで端正な描線は、古谷の漫画独自の物である。登場人物が激動の時代に弄ばれたり、人々の残酷な心に蹂躙されるような話も見受けられるが、そうした悲惨な境遇や生涯も、ユーモラスな雰囲気の絵により、救いと奥行きがもたらされている。画風や、作中に様々なうんちくが登場するなどの点は、『ダメおやじ』の後期展開や、古谷が後に描く『BARレモン・ハート』にも通じている。

### モデル

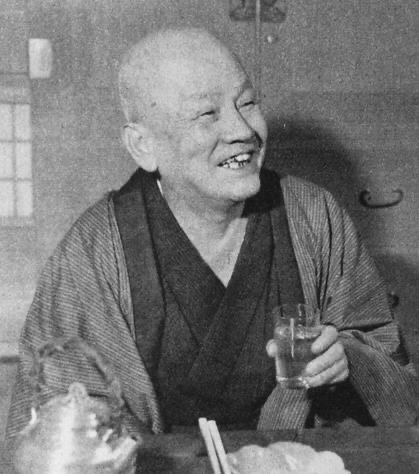
5代目古今亭志ん生。貧乏時代、酒好きな性格、満州慰問の経験が、それぞれ本作の第9話、第25話、第58話のモデルになっている。

登場人物は架空の人物であるが、実在の落語家らのエピソードがモデルとなっている。
例として、単行本第1巻収録の第2話「女（タレ）好きの小三太」は、女好きの落語家が、過度の遊廓通いが祟って梅毒で足腰の自由を失い、妻に背負われて楽屋入りして高座を務めるという物語であり、同様の経緯を辿る初代柳家小せんがモデルと見られている。
また第1巻収録の第9話「貧乏小円太」や、第2巻収録の第27話「晦日の月の助」に登場する貧乏な落語家は、5代目古今亭志ん生の貧乏時代がモデルであり、第2巻収録の第25話「一斗酒勝太郎」での酒好きの落語家は、その志ん生の酒好きな性格がモデル、第5巻収録の第58話「望郷二代 三升屋勝蔵」で描かれる第二次世界大戦中の朝鮮や満州の落語家の慰問は、志ん生の満州慰問がモデルといったように、実在の1人の落語家が複数の話のモデルとなっているケースもある。
第11巻収録の第143話「犬の目 三遊亭円麗」で題材として取り上げられている、老いた落語家の白内障と角膜移植は、小せんの患った白内障と林家彦六の死後の角膜提供、同巻の第149話「始末の極意 柳家吉兵衛」の主人公である倹約家の落語家は、同様に倹約で知られた彦六や9代目桂文治と、複数の落語家のエピソードが統合されているものもある。

## 制作背景
古谷自身の弁によれば、古谷は子供のころから落語を好み、先述の古今亭志ん生や、三遊亭圓生、三遊亭金馬といった落語たちを特に好んで聞いていた。そうした名人の落語家たちの芸と人生を描いた作品が、本作とされる。
古谷が実際に落語家たちに取材したところ、「そんなきれいな世界ではない」と言われ、人気を得られずに自殺した落語家の話なども聞かされたものの、古谷は暗く悲惨な雰囲気の作品を描くことは好まなかった。そこで、必ずしも現実に即したリアルなものでなくとも、自身の頭の中にある芸人の世界を温かい目線で、一種のファンタジーとして本作を描いたという。
情けない中年男性を主人公とした『ダメおやじ』、バーを舞台とした『BARレモンハート』と同様、それ以前に他の漫画家たちが描いたことの無い分野への挑戦として製作された作品でもある。

## 派生作品
小説寄席芸人伝
本作の内の計8話を小説化した作品。原作は古谷三敏、著者は永倉万治。小学館より1984年（昭和59年）6月10日に発行された。永倉自身の弁によれば、本作が連載中だった当時に彼に依頼が来たものの、永倉は諸事情から漫画を嫌悪していたため、文庫本を一気に読んで寄席の知識を得て、一気に書き上げたものが本作であり、そうした意味で「いい加減な作品」と語っている。また、それまで本名名義だった永倉が、初めて「永倉万治」の名を用いた作品でもある。石山かつみの朗読によるカセットテープ版もある（東京ヘレン・ケラー協会、全4巻）。
落語うんちく高座 実録・寄席芸人伝
実在の寄席や落語家たちを題材としたエッセイ集。著者は古谷自身。廣済堂出版より1984年9月15日に発行された。

## 社会的評価
本作は、医学者の尾形悦郎、教育学者の齋藤孝、エッセイスト・タレントの糸井重里、漫画評論家のいしかわじゅん、紙屋高雪、中野晴行、俳人・文芸評論家の齋藤愼爾、著述家の伊藤賀一、落語家の立川談修、ノンフィクション作家の矢島裕紀彦、文筆家の和田尚久らにより、高い評価を受けている。
紙屋高雪は、落語の演目に絡めながら、落語の世界の雰囲気を伝える様を評価しており、「落語漫画の頂点」「新作の落語漫画は本作を超えられるかどうかをバロメータとしているといっても過言ではない」「寄席や落語家を扱った漫画の中でも、本作の右に出るものはない」と絶賛している。尾形悦郎も「ノーベル文学賞に値する」として、いしかわじゅんも「古谷三敏の漫画の中で、自身が最も好きな漫画」として称賛している。
また紙屋は本作を、シンプルな構成のために再読性が高く、誰でもいつでも、何度でも繰り返し読める漫画として評価している。紙屋はそのように、自分にとって再読性の高い本を「夜中にインスタントラーメンとインスタントコーヒーをすすりながら読む定番の本」とたとえて、星新一、初期の『こちら葛飾区亀有公園前派出所』、『1・2のアッホ!!』、そして本作を挙げており、紙屋自身も高校時代から何度読んだかを数え切れないという。
中野晴行も、連載終了から20年以上を経ても、古さを感じることなく読むことができ、落語に詳しくなくても十分に楽しむことができる漫画と評している。また、労働の意味、生き甲斐とは何か、を描き出したという点で、落語や寄席を題材にした漫画の中でも、本作を独特な存在と語っている。
齋藤孝は、作中の緩やかで温かみのある雰囲気、非常に細やかな感情表現を評価しており、「気持ちや表情がしっかり伝わる。情がある世界で、その感情というものが確実に現れている」「アメリカン・ドリームのように、成功と失敗、勝負という概念とは違い、静かに、真面目に生きて、最後にはその人なりの芸を見つけることといった、日本の伝統的な精神を表現してる」とも語っている。
いしかわじゅんは、本作の登場人物が丁寧に描写されており、それでいて描写は余計なものが廃されており、過剰な背景の心理描写が無いことを「名人の演じる落語を見るよう」とたとえている。
糸井重里からは、画風が比較的穏やかで温かみがあり、軽妙な笑い話にふさわしいとの点や、明治・大正・昭和それぞれの世相が反映され、芸人世界の様々な符牒が登場する点、時には浮世の情念まで現れる点が評価されている。齋藤愼爾は、『ダメおやじ』や『減点パパ』などと共に、古谷のライフワークたる作品と語っている。
矢島裕紀彦や和田尚久は、随所に実在の落語家の要素が巧みに盛り込まれており、思わず引き込まれてしまうと語っている。また前述の通り、古谷が必ずしも現実に即したエピソードでなく、自身の頭の中にある落語家たちの姿を描いたことから、矢島らは、落語家とその芸に対する古谷の愛情と郷愁が色濃く滲んでおり、読後には人情噺を聴いた後のような心地良さが残るとも評価している。
登場する落語家や芸人はすべて架空の人物だが、「その落語家が実在するのではないかと思わせるほど」との意見もある。紙屋によれば、これは現実感や完成度の高さ、伝記物語として完成度の高さによるものといい、実際に「これは実話なのか?」との声が多いという。
本作を読んだことで、落語ファンになったという者も多い。11代目春風亭柏枝も、大学を卒業後に上京して、本作を図書館で読んだことが、落語の世界に入門するきっかけだったという。林家たい平も、大学時代に落語に開眼した後、本作を読んで落語の魅力を再認識したという。寄席に行ったことが無くても、本作により寄席の知識を得た者もいる。落語初心者にとっての入門書として本作を勧める声、手軽な入門書として人気との声もある。2ちゃんねるの伝統芸能板でも、最も評判が良い。
1983年（昭和58年）には、日本漫画家協会による第2回「マンガオスカー賞」を受賞した。1986年（昭和61年）には第32回文藝春秋漫画賞の候補となり、ほぼ満票で受賞に決まりかけたが、同年度の受賞は該当なしに終わった。
一方で落語家の立川談之助は、自身の所属すると学会の研究発表イベント「と学会例会レポート」において本作を、実際の落語にはあり得ない設定が非常に多いと指摘している。たとえば第1話「写実（レアリスム）の左楽」にしても、落語家の小道具である扇子や手拭の扱い、寄席、高座、楽屋の描写など、1話だけで誤りだらけだという。これについて談之助は、古谷は実際には落語を聞いたことが無く、彼が若手落語家から聞いた話を、真偽不明のまま漫画化したものが本作であり、落語家は笑いをとるためなら多くの話を創作するため、結果的に本作が誤りの多い作品になったと述べている。

## 作品ごとの題名とさわり
| 回      | 題名                            | 主役               | 話のさわり |
| ------- | ------------------------------- | ------------------ | --- |
| 第1回   | 写実の左楽                      | 柳亭左楽           | 噺のサゲで、写実性が欠けると指摘を受けた左楽。考えた末にとった行動は…                                                                               |
| 第2回   | 女好きの小三太                  | 柳家小三太         | 無類の女好きである小三太は、素人玄人、あるいは年齢にかかわらず関係をもち、その経験を生かした廓噺は絶品である。                                      |
| 第3回   | 学者の文平                      | 桂文平             | 帝国大学で論文を盗用され絶望した文平は落語の世界に飛び込むが、元来の真面目さから噺がうけない。                                                      |
| 第4回   | 意地悪団蔵                      | 橘家団蔵           | 自分の芸を鼻にかけ、意地悪をしたおかげで人を死に追いやってしまった団蔵は、噺家を辞め、下働きとして寄席で働くことになった                            |
| 第5回   | 道灌小僧ぎん馬                  | 金原亭ぎん馬       | 師匠運の悪い東助（ぎん馬）。入門して長いが道灌以外のネタを稽古してもらえる機会がなかった。                                                          |
| 第6回   | 電気踊りの又蔵                  | （林家）又蔵       | 訛りが酷い又蔵。しかし、寄席に出続けるため、手を変え品を変え、アイディアで寄席に出続ける                                                            |
| 第7回   | 秒の勝負橘家文吾                | 橘家文吾           | 噺を、必要なものだけ残して磨き上げる文吾。その日かけるネタは毎朝さらうが、秒の単位でほとんどズレがない。                                            |
| 第8回   | 放蕩一代橘家文橘                | 橘家文橘           | 材木屋の放蕩息子だった文太（文橘）。噺家のところで居候をするが、実家からの援助があったため、落語を真剣に取り組まなかった。しかしその実家が零落して… |
| 第9回   | 貧乏小円太                      | 柳家小円太         | 一流の噺家になるため、じっくりと修行をする小円太。そのため貧乏暮らしをしていた。                                                                    |
| 第10回  | 甲府の小圓蔵                    | 春風亭小柳         | 落語の天才を自称する春風亭小柳。天狗となった小柳の鼻を折るため、師匠が考えた策とは、師匠の元兄弟子だった噺家の力を借りることだった。                |
| 第11回  | 仇討ち伝蔵                      | 三遊亭伝蔵         | 上野・黒門口の戦いで兄を殺された伝次郎（伝蔵）。兄の仇が寄席見物にくるとの情報に接し…                                                               |
| 第12回  | 名人二代三遊亭圓左              | 三遊亭小圓左       | 人情噺の名人である三遊亭圓左の息子である小圓左は圓左からわざと甘やかされて育った。                                                                  |
| 第13回  | 大食い大遊                      | 三遊亭大遊         | 噺はうまくないものの、ものを食べる仕草が抜群に上手な大遊。                                                                                          |
| 第14回  | 影武者圓喬                      | 橘家圓喬           | 演芸協会の会長選に影響力のある圓喬。病で選挙の日まで命がないと悟った圓喬がとった策とは。                                                            |
| 第15回  | 稽古屋ぜん馬                    | 柳亭ぜん馬         | 教えるのは上手だが、肝心の噺がうけないぜん馬。人呼んで「稽古屋ぜん馬」。                                                                            |
| 第16回  | 俥屋弥七                        | 三遊亭遊車         | 朦朧車夫だった弥七（遊車）。しかし三遊亭円遊との出会いでお抱え車夫となる。                                                                          |
| 第17回  | 米寿真打ち三升家八十八          | 三升家八十八       | 松野産業の社長だった松太郎（八十八）は、70歳で退職すると落語家に転身する。                                                                          |
| 第18回  | 教壇高座柳家すずめ              | 柳家すずめ         | 噺家としては芽が出ず、二ツ目への昇進もならなかったすずめは、故郷で教師をしていた                                                                    |
| 第19回  | 空クモ平助                      | 柳家平助           | 屁、糞、小便といった汚い話を好んで演じる平助 |
| 第20回  | 粗忽仙五郎                      | 林家仙五郎         | 生来の粗忽者である仙五郎。それがうけて、落語でも失敗しないと文句を言われる。                                                                        |
| 第21回  | 女学生殺しの朝次                | 古今亭朝次         | 女学生に大人気の、朝次。その人気の元は若さ故の器量であったのに気がついていなかったが…。                                                             |
| 第22回  | ひざがわり右朝                  | 三遊亭右朝         | 当代の名人である円右。右朝はそのひざがわりとして寄席に上がっていたが、それには理由が…。                                                             |
| 第23回  | 母恋し万治                      | 桂万治             | 三歳で母に捨てられた万治。有名になったら母がみつかるかと精進を続ける・                                                                              |
| 第24回  | ヨイショの喜助                  | 柳家喜助           | 四人の弟弟子に先に真を打たれた喜助。自分をあきらめ、ヨイショで暮らすようになっていた                                                                |
| 第25回  | 一斗酒勝太郎                    | 三升家勝太郎       | 八歳で酒が好きになった勝太郎 |
| 第26回  | 生涯前座今朝蔵                  | （？）今朝蔵       | 前座生活が３０年にもなろうという今朝蔵 |
| 第27回  | 晦日の月の助                    | 三遊亭月の助       | 貧乏な噺家、月の助。しかし彼にはそれを笑い飛ばす気概があった。                                                                                      |
| 第28回  | バタフライの蝶太                | 春風亭蝶太         | 前座時代からデージーに食わせてもらっていた蝶太が真を打つようになった                                                                                |
| 第29回  | お連れののん太                  | 柳家小りん         | 何をするにものろまなのん太（小りん）。幼なじみの竹蔵が弟子入りするので、その連れとして弟子入りした                                                  |
| 第30回  | 千三つ福蔵                      | 林家福蔵           | 本当のことを言うのは千に３つ。人呼んで千三つ福蔵。                                                                                                  |
| 第31回  | 動乱幸助                        | 林家幸助           | 軍人一家の跡取りとして育てられた速水幸之助。彼が思い詰めた表情で林家勢蔵の元を訪ねる                                                                |
| 第32回  | 六日知らずの六助                | （？）六助         | 指折り日付を数えれば、六日は指をあけなきゃならぬ。握ったものは離さない。ついた異名が六日知らずの六助                                                |
| 第33回  | 若手潰しの万橘                  | 三遊亭万橘         | 円朝以来の名人と言われる万橘。しかし芸に厳しく若手潰しの異名を取っていた                                                                            |
| 第34回  | 御披露目団治                    | 桂団治             | 真打ち昇進は落語家の夢 |
| 第35回  | 甚五楼小えん                    | 甚五楼小えん       | 大柄で顔の造作も大きい小えん。芸が荒いと言われ、ライバルの文鶴に差をつけられるが…。                                                                 |
| 第36回  | ドサ回り小遊                    | 三遊亭小遊         | 若手有望株の小遊。しかしそれを鼻にかけ、客を見下す態度を取ったため、ドサ回りを命じられる                                                            |
| 第37回  | 五厘の市之助                    | 市之助             | 二ツ目にすら上がれる実力のない三遊亭市之助。落語家の廃業を打診されるも、寄席からは離れたくない。                                                    |
| 第38回  | 大真面目（マジ）の源平          | 林家源平           | とにかくクソ真面目な源平。狸賽を演じるのに動物園の狸の檻に入るほど。                                                                                |
| 第39回  | 雛鍔文七                        | 桂文七             | 寄席には笑わない修行としてくる近江屋の旦那。そんな近江屋を笑わせる試験をうけることになった文七。                                                    |
| 第40回  | 藪入り小せん                    | 柳家小せん         | 藪入りで寄席に来ている小僧。それを見た小せんは、「お釜さま」の改作を思いつく。                                                                      |
| 第41回  | ヘラヘラの万太郎                | 橘家万太郎         | 中堅真打ち。人情噺の名人、橘家万太郎。しかし急に大金が必要となる。                                                                                  |
| 第42回  | 噺屋戦記 柳亭円治               | 柳亭円治           | 若手の有望株、柳亭円治。しかしそんな円治は兵隊として招集される。                                                                                    |
| 第43回  | 幇間のぜん好                    | 古今亭ぜん好       | 壁に突き当たり伸びを欠く二ツ目・ぜん好。そんな折り、落語で幇間と競うことになる                                                                      |
| 第44回  | 土手組林蔵                      | 林家林蔵           | 客入りの悪い寄席ばかり回る芸人を「土手組」と呼ぶが、林蔵もそんな土手組の一人。                                                                      |
| 第45回  | 間男新之助                      | 桂新之助           | 師匠の配偶者に手を出してしまった新之助。 |
| 第46回  | 死に急ぎの三悟楼                | 柳家三悟楼         | 若手の有望株である三悟楼。しかし、大御所である桂文我にダメ出しをされた三悟楼がとった行動は文我を激怒させる。                                        |
| 第47回  | 薬屋半蔵                        | 橘家半蔵           | 師匠が晩年病に倒れて半身不随になったのみて、人一倍身体に気を遣うようになった半蔵                                                                    |
| 第48回  | じゃんじゃん馬太郎              | 半鐘亭火治太       | 火事が何より好きな馬太郎（火治太）。しかし火事見たさに落語を放棄してしまったため…                                                                   |
| 第49回  | 仕出しの小よし                  | 橘家圓橘           | 当代随一の大看板圓橘。彼が若い頃、エキストラで映画に出たところを監督に見初められて喜劇映画に出演する話がもちあがる                                  |
| 第50回  | 横紙破りの橘丸                  | 桂橘丸             | 素行は悪いが芸は一品の二ツ目・橘丸 |
| 第51回  | まんこわ清蔵                    | 林家清蔵           | 饅頭屋の女房を持つ清蔵。生活が安定しているため、芸に身が入らない                                                                                    |
| 第52回  | 宿敵物語 三遊亭芝楽             | 三遊亭芝楽         | 同じ日に入門した同じ歳の楽太（芝楽）と小丸。二人は永遠のライバルとなる                                                                              |
| 第53回  | 箱入り一遊                      | 三遊亭一遊         | 枕から本題まで、きっちりと決まった噺をする一遊。 |
| 第54回  | 茶帯の都楽                      | 蝶花楼都楽         | 遊郭の女性を見初めた楽一（都楽）。結婚を前提に身請けを試みる                                                                                        |
| 第55回  | 小博打三好                      | 柳家三好           | 博打が大好きな三好。そのため、いろいろとトラブルを起こしていた。                                                                                    |
| 第56回  | 師匠とその弟子 柳家百蔵         | 柳家百蔵           | 落語の師匠というものは、辛いことが多い |
| 第57回  | イロノーゼの柳太                | 春風亭柳太         | 噺のうまさでは若手随一といわれる柳太。しかし、ふとした拍子でノイローゼになる。                                                                      |
| 第58回  | 望郷二代 三升家勝蔵             | 三升家勝治         | 中堅真打の勝治に襲名の話が持ち上がる。そんな勝治が選んだ芸名は、師匠の小勝ではなく勝蔵だった                                                        |
| 第59回  | 猛母三遷 柳家小円治             | 柳家小円治         | 孟母三遷ならぬ猛母三遷。小鶴が小円治を襲名するには母の力があった                                                                                    |
| 第60回  | 五月の花橘                      | 橘家花橘           | 若くして良縁に恵まれた升蔵（花橘）。それを僻んだ仲間が邪魔をするうち、妻が過ちを犯す                                                                |
| 第61回  | 開化の改作 三遊亭金朝           | 三遊亭金朝         | 時代が明治となり、文明開化で社会が変革したが、落語は変わっていなかった。しかし、落語も変えなくてはと悩む金朝                                        |
| 第62回  | 老木の花 林家金蔵               | 林家金蔵           | 年をとっても宮戸川を演じる古今亭三菊。それを見た金蔵は…                                                                                             |
| 第63回  | どろぼう百圓                    | 三遊亭百圓         | 元泥棒であった小圓（百圓）。しかしそれを売りしていると…                                                                                             |
| 第64回  | 豆噺家 三遊亭円坊               | 三遊亭円枝         | 小学校に上がる前から寄席に上がっていた円坊（円枝）。                                                                                                |
| 第65回  | 金棒引きの栄楽                  | 桂栄楽             | つまらない陰沙汰で騒ぎ立てるのが好きな栄楽。 |
| 第66回  | 前座今昔 浮世亭喜楽             | 浮世亭喜楽         | 十年ほど前に体を壊して隠居した大看板の喜楽。久々に楽屋に行ってみると…                                                                               |
| 第67回  | 虚仮猿円満                      | 三遊亭円馬         | 円右の名跡を争って負け、自分を捨て家亭円満というふざけた名前を名乗っていた円馬。                                                                    |
| 第68回  | 寿限無の三弥                    | 三升家三弥         | 十年目にして子宝に恵まれた三弥。 |
| 第69回  | たらちねの女房 古今亭朝治       | 古今亭朝治夫妻     | 子爵の娘と結婚した朝治 |
| 第70回  | 模型の小圓寿                    | 三遊亭小圓寿       | 師匠の圓寿の妻ですら区別ができない、師匠そっくりの噺しかできない小圓寿                                                                              |
| 第71回  | ちょんがれの秀之助              | 金松亭秀之助       | 落語しか認めなかった寄席に進出した浪花節の秀之助 |
| 第72回  | 素見人生 吉原馬道               | 吉原馬道           | 吉原遊郭をひやかすことしか興味のない変わり者、古今亭馬太（馬道）                                                                                    |
| 第73回  | つるつる円光                    | 三遊亭円光         | 端正な顔立ちのため、若い娘に大人気の円光。ところがある朝目覚めると…                                                                                 |
| 第74回  | 小屋掛け天好                    | （？）天好         | 東京の寄席を牛耳っていた海産問屋に反旗を翻し、一人で小屋掛け投げ銭の興行を行う天好                                                                  |
| 第75回  | しめたの左遊三                  | 三遊亭遊三         | 左遊三（遊三）は小遊三と遊三の名跡を争っていた。そんな時…。                                                                                         |
| 第76回  | 一芸名とん平                    | 林家とん平         | 大真打でありながら、前座名の「とん平」を名乗り続けるとん平。それには理由が…。                                                                       |
| 第77回  | 白楽天駒吉                      | 金原亭白楽         | 次の真打の座を争う駒吉（白楽）と三遊亭幸生。その稽古の仕方は全く異なっていた。                                                                      |
| 第78回  | 三段返しの柳喬                  | 春風亭柳喬         | 路地の奥で木戸口も狭い、「大ろじ」という寄席で、柳喬は名人芸を見せる                                                                                |
| 第79回  | 尻すぼみ万之助                  | 橘家万之助         | 大ネタになると途端に息切れして尻すぼみになる万之助                                                                                                  |
| 第80回  | 借金小金治                      | （柳家）小金治     | 欲がなく、伸びが止まった小金治。そんな小金治に対し、師匠が仕掛けた秘策とは                                                                          |
| 第81回  | 足袋裏蓑助                      | 柳亭一楽           | 神田の白梅亭から出演依頼が入った簔助（一楽）。そこには変わった常連たちがいた                                                                        |
| 第82回  | 映画狂の小つる                  | 橘家小つる         | 活動写真（映画）好きの小つる。師匠方は映画俳優に転職するかと心配するが                                                                              |
| 第83回  | 石返し朝太郎                    | 古今亭朝太郎       | 若い頃、宮坂亭で散々意地悪をされた朝太郎は石返し（意趣返し：仕返し）を考える                                                                        |
| 第84回  | カレーの円三                    | 三遊亭円三         | くすぐり過多の八方破れな落語でうけている円三 |
| 第85回  | お茶汲み歌蔵                    | 桂歌蔵             | できの悪い評論家の言動に嫌気がさした歌蔵。そこである策を練る                                                                                        |
| 第86回  | 弱気の虫 三遊亭小圓中           | 三遊亭小圓中       | 人並み外れて弱気な小圓中。空手や禅寺で修行をするも､全く効果がない。最後に神頼みをするが…。                                                          |
| 第87回  | 噺家席亭 三遊亭南生             | 三遊亭南生         | 寄席に出演した芸人の取り分が低くなりすぎたことを憂う南生は自分で寄席を立ち上げた。                                                                  |
| 第88回  | 色悪東十楼                      | （？）東十楼       | 小説家の人間観察に感心する若手落語家。しかし、それをよしとしない東十楼は一芝居打つことにした。                                                      |
| 第89回  | 老耄常之助                      | 林家常之助         | 認知症になり、まっとうな話ができなくなった常之助。しかしその常之助が独演会を開くと言い始めた。                                                      |
| 第90回  | 破礼噺花蝶                      | 春風亭花蝶         | 太平洋戦争が始まり、時局に合わない噺を「禁演落語」とされた時代。しかし、花蝶はそれに反旗を翻す。                                                    |
| 第91回  | 円朝怪談 林家松蔵               | 林家松蔵           | 夏になり、季節柄怪談噺をかけようとする席亭。しかし縁者が次々と不幸に合う。                                                                          |
| 第92回  | 張型遊雀                        | 三遊亭遊雀         | 売れっ子音曲師を妻にめとった遊雀。しかし、噺家としての実力はどうもパッとしない。                                                                    |
| 第93回  | 朱字の小志ん太                  | 古今亭小志ん太     | 東京の寄席は落語が定席。そのため、諸芸は朱字で記載される。当然、トリを取ることも許されなかった時代。                                                |
| 第94回  | 引っ越しの夢 三遊亭朝遊         | 三遊亭朝遊         | 前座時代から引っ越す先が難のある家ばかりだった朝遊。このたび晴れて新居を埼玉に構えることになった。                                                  |
| 第95回  | 一遍稽古 桂文福                 | 桂文福             | 落語の稽古は三遍稽古と言われるが、文福のとある噺は一遍稽古だという。                                                                                |
| 第96回  | どうする小扇太                  | （林家）小扇太     | 娘義太夫が全盛で、落語が虫の息になっていた時代。進学していたルックスの良い小扇太をスタートして売り出した。                                          |
| 第97回  | おめでた小まつ                  | 柳家小まつ         | 売れない噺家、柳家小まつ。もっぱら結婚式の司会で食いつないでいた。                                                                                  |
| 第98回  | 未帰還兵 文五郎                 | （桂）文五郎       | 昔の噺が通じないと居酒屋で愚痴を言う文治。そのテレビに映されたのは戦争で死んだはずの文五郎だった。                                                  |
| 第99回  | 初席ほろ酔い 林家照蔵           | 林家照蔵           | あまり勢力のない師匠の弟子の照蔵。一方大御所は小噺などで３軒のトリをとっていた。それに不満を持つ照蔵は…。                                           |
| 第100回 | 雪の夜噺 春風亭柳条             | 春風亭柳条         | 初めての独演会が大雪に見舞われ、客は２人しかいなかった。また、その客も訳ありで…                                                                     |
| 第101回 | 無舌 三升家小吉                 | 三升家小吉         | 終戦直後の日本。なぜか進駐軍が寄席見物に来るという。色々演目を行うが、言葉が通じないので全くうけない。                                              |
| 第102回 | ニセモノ語 三遊亭円流           | 三遊亭円流         | 出世名の小圓遊を弟弟子に取られ、生活が荒れてしまった円流。たまたま信州から高座を開いて欲しいとの依頼に師匠の名を騙って出演しようとする。            |
| 第103回 | 子故の闇 柳家千楽               | 柳家千楽           | 一人息子かわいさに、いろいろゴリ押しをする千楽。しかしあるとき…                                                                                     |
| 第104回 | ワンポイント馬好                | 金原亭馬好         | 今度、金原亭の大看板馬好を継ぐことになった馬太郎。                                                                                                  |
| 第105回 | 二六時稽古 林家正朝             | 林家正朝           | 「稽古は二六時」と聞かされ、常に稽古をしている正朝。だが、大名跡からそれは無駄だと言われる。                                                        |
| 第106回 | 質入れ遊喬                      | （三遊亭）遊喬     | 放蕩のため、師匠をしくじり妻子には逃げられた遊喬。遊び続けて借金が膨れ上がり、質草として「噺」を入れることにした。（前後編）                        |
| 第107回 | がちゃがちゃ女房 桂歌八         | 桂歌八             | とても騒々しくて乱雑な配偶者をめとっている歌八。 |
| 第108回 | 梨園の柳太郎                    | 春風亭柳太郎       | 歌舞伎の名家の跡取りとして生まれた柳太郎。しかし、世襲というシステムに反発して落語家となる。                                                        |
| 第109回 | 長者番付 入船亭船蔵             | 入船亭船蔵         | 批評家にこっびどく叩かれた若手落語家。酔った勢いで見習えと言われた船蔵の元に訪れる                                                                  |
| 第110回 | 懲役二十年 柳家はん治           | 柳家団治           | 刑務所に慰問に訪れた団治一行。そこで面会を希望してきた囚人は、20年以上前に団治と関わりがあった。                                                    |
| 第111回 | 残り火 松竹梅春太郎             | 松竹梅春太郎       | 妻の介護をするため、どんなに売れなくても仕事を続ける必要がある春太郎。                                                                              |
| 第112回 | 地獄巡り 柳家吉松               | 柳家吉松           | 当時は違法ではなかった覚醒剤。完全に中毒になり、高座をしくじり出入り禁止となる。                                                                    |
| 第113回 | 高座ジャック 三升家勝吉         | 三升家勝吉         | 三升家勝吉は席亭から引退を勧められたが、爆弾を持って高座に上がる。                                                                                  |
| 第114回 | こわいろ屋 清六                 | 林家清六           | 落語は下手だが声色（歌舞伎役者のせりふをまねること）は人一倍上手な清六。お座敷で菊十郎と知り合いになって…。                                         |
| 第115回 | 千載一遇 春風亭梅枝             | 春風亭梅枝         | 前座時代に学生に声を掛けられ、テレビの初出演はその学生がプロデュースした番組と決めていた梅枝。                                                      |
| 第116回 | 不人情噺の朝楽                  | 三遊亭朝楽         | 「人情話の朝楽」と言われる朝楽だが、ボランティアのイベントには決して出なかった。その理由は？                                                        |
| 第117回 | お山は晴天 橘家菊松             | 橘家菊松           | 落語協会の宴会で芸を披露することになった若手落語家の菊松。。しかし彼は不器用で噺以外は苦手だった。                                                  |
| 第118回 | 一門離散 鈴の家馬平             | 鈴の家馬平         | 師匠の馬好が亡くなり、一門に他に真打ちがいないことから鈴の家一門は離散することとなった。                                                            |
| 第119回 | 思い出馬子唄 桂文喬             | 桂文喬             | 真打ち披露の席で、汚い羽織とセコ袴、馬の紋という奇妙な出で立ちで高座に上がる文喬。                                                                  |
| 第120回 | 出発 柳家子ぶな                 | 柳家子ぶな         | 高校をビリの成績で卒業する小野。進学校で就職するのは自分と堀口の２人と思っていた。                                                                  |
| 第121回 | 今高雄 林家時平                 | 林家時平           | 映画にエキストラとして参加した時平。そのとき、事故にあった大スターを救助した縁でスターと結婚した。                                                  |
| 第122回 | 毬と撥 小二郎小三郎             | （？）小二郎小三郎 | 曲芸師の小二郎と小三郎。二人はひょんな事から仲違いをする。                                                                                          |
| 第123回 | 北の旅 春風亭吉朝               | 春風亭吉朝         | 真打ちに昇進して安心したのか、伸びが止まった吉朝。師匠はそんな吉朝に荒療治をする。                                                                  |
| 第124回 | 名残の雪 三遊亭新朝             | 三遊亭新朝         | 明治維新を迎え、寄席の客層も変化していた。そんなご時世に悩む新朝。                                                                                  |
| 第125回 | 木乃伊取り 林家照蔵             | 林家照蔵           | 寄席の衰退に悩む照蔵。アングラで艶笑落語で大人気の噺家がいると聞き、高座を見に行った。                                                              |
| 第126回 | 看板 橘家栄喬                   | 橘家栄喬           | 大名跡を継いだ栄喬。看板を背負っている以上、大ネタをかけ続けなければならないが、力量の衰えを自覚する。                                              |
| 第127回 | 落語売り 柳家子たね             | 柳家子たね         | 寄席に人が入らないことを憂う小たね。小たねは寄席で待つのではなく、落語を売り歩くことを思いつく。                                                    |
| 第128回 | 初演 三遊亭円志                 | 三遊亭円志         | 「子別れ」のネタ下しが一味足らず苦悩する円志。当日、ふと思い立って妙見様（妙見菩薩）へお参りをすることにした。                                      |
| 第129回 | 舌三寸 柳家小なつ               | 柳家小なつ         | 料理が大好きな噺家、小なつ。その小なつが独演会をするという。                                                                                        |
| 第130回 | 後生楽一門 林家正楽             | 林家正楽           | 弟子を甘やかして「後生楽（のんきもん）」と陰口をたたかれる正楽。                                                                                    |
| 第131回 | 焼跡 闇市 柳家竜蔵              | 柳家竜蔵           | 跡目を継がせた人と意見が食い違う竜蔵と虎吉 |
| 第132回 | 業平物語 橘家竹蔵               | 橘家竹蔵           | 幼なじみとの結婚を考えていた竹蔵だが…。 |
| 第133回 | 天竺行 月乃家菊太郎             | 月乃家菊太郎       | 家のローンをかかえ、危険な芸を封印した菊太郎。くじで当たったインド（天竺）旅行で転機が訪れる。                                                      |
| 第134回 | ポツダム真打ち 林家角蔵         | 林家角蔵           | 戦争で芸人が不足していたので、にわか仕立ての真打になった角蔵。裏ではポツダム真打といわれ見下されていた。                                            |
| 第135回 | 人の値打ちと煙草の味は 橘家円我 | 橘家円我           | 小言が多く、皮肉屋で人を誉めなかった円我は、若手から煙たがられていた。                                                                              |
| 第136回 | 十八番 翁家さん馬               | 翁家さん馬         | 「明烏」が十八番で、5000回も演じたさん馬。そのきっかけになったのは…。                                                                               |
| 第137回 | 一年親子 橘家花圓               | 橘家花圓           | 子どもができずあきらめていた花圓は、関東大震災で孤児を拾う。（前後編）                                                                              |
| 第138回 | 学校寄席 三遊亭金歌             | 三遊亭金歌         | 自分の出身校で学校寄席があると聞き参加する金歌。学校には在学中世話になった生徒指導の先生がいた。                                                    |
| 第139回 | 瓦版講釈 一龍斎貞琴             | 一龍斎貞琴         | 講談が下火となり、業界の将来を憂う貞琴。たまたま行った吉原で事件に巻き込まれる。                                                                    |
| 第140回 | 掛川八里 柳家小ふく             | 柳家小ふく         | 東海道線で新橋からの特急に乗る小ふく。島田を通り過ぎるあたりで、昔の出来事を思い出す。                                                              |
| 第141回 | 開化からくり噺 柳家好楽         | 柳家好楽           | 大学の講演会で一席披露するように依頼された若手の噺家たち。初めてのネタを考えた噺家の正体は。                                                        |
| 第142回 | 御富一番 古今亭志ん太           | 古今亭志ん太       | 黄金餅が得意ネタの志ん太。しかし演じていて納得のできない点があった。そんなとき、志ん太は宝くじをあてる。                                            |
| 第143回 | 犬の目 三遊亭円麗               | 三遊亭円麗         | 白内障で失明した円麗。当時は角膜の手術など、一般的には知られていなかった時代で、普通の医者では手の施しようがなかった。                              |
| 第144回 | 五七五之助                      | 林家五之助         | 落語に深みがないという指摘を受けた五之助。俳人の元に入門し、修行をすることになった。                                                                |
| 第145回 | 島送り彦兵衛                    | 夢屋彦兵衛         | 江戸時代。辻噺をしていた彦兵衛は大人気だった。しかし、それを快く思わない奉行所が取り締まりを行う。                                                  |
| 第146回 | 愚兄賢弟 桂文吉                 | 桂文吉             | 名人と言われた桂文治の息子、文吉と文太。兄弟ながら全く対照的な二人だった。                                                                          |
| 第147回 | 棒手振り志ん弥                  | 古今亭志ん弥       | 太平洋戦争が始まり、落語で生計を立てることが難しくなった時代。手間賃仕事で噺家の技を使うことをよしとしない志ん太は…（前後編）                       |
| 第148回 | 芯打ち披露 三笑亭笑治           | 三笑亭笑治         | まだ二ツ目ながら、評判が良い笑治。追い抜かれた先輩落語家は、ゴルフに誘って足を引っ張ろうとする。                                                    |
| 第149回 | 始末の極意 柳家吉兵衛           | 柳家吉兵衛         | 落語の行く末に危機感を持っていた若手落語家たち。その横で高座に上がっていたのは、「始末の極意」が得意な吉兵衛だった。                                |
| 第150回 | 港の灯 春風亭さん枝             | 春風亭さん枝       | このたび、真打ちに昇格し、結婚もしようというさん枝。当然、大々的な式にすると思いきや、披露をしないという。                                          |
| 第151回 | 浅草育ち 吾妻ひろし             |                    | 浅草で育った芸人の吾妻たかし。彼はひろしという相棒と漫才をしているが、浅草を嫌っていた。そんな彼らに転機が訪れる（前後編）                          |
| 第152回 | とりかえばや物語 林家三楽       | 林家三楽           | お互い親の仕事を継いだ噺家の（先代）三楽と当時理髪店店主だった（当代）三楽。                                                                        |
| 第153回 | 四万六千日育ち 三遊亭船遊       | 三遊亭船遊         | 明治維新で東京の人口が激増し、寄席の客層も変わっていった。そんな中、船遊は、「お初徳兵衛浮名桟橋」の改作は、を思いつく。                            |

## 書誌情報
- 古谷三敏 『寄席芸人伝』 小学館〈ビッグコミックス〉、全11巻
  1. 1982年3月1日発行（1982年1月1日発売）、ISBN 978-4-09-180431-0
  2. 1982年4月1日発行（1982年2月1日発売）、ISBN 978-4-09-180432-7
  3. 1982年5月1日発行（1982年5月1日発売）、ISBN 978-4-09-180433-4
  4. 1982年12月1日発行（1982年12月1日発売）、ISBN 978-4-09-180434-1
  5. 1983年5月1日発行（1983年4月1日発売）、ISBN 978-4-09-180435-8
  6. 1983年11月1日発行（1983年9月1日発売）、ISBN 978-4-09-180436-5
  7. 1984年8月1日月発行（1984年8月1日発売）、ISBN 978-4-09-180437-2
  8. 1984年2月1日発行（1984年2月1日発売）、ISBN 978-4-09-180438-9
  9. 1985年9月1日発行（1985年9月1日発売）、ISBN 978-4-09-180439-6
  10. 1986年4月1日発行（1986年4月1日発売）、ISBN 978-4-09-180440-2
  11. 1986年10月1日発行（1986年8月1日発売）、ISBN 978-4-09-181171-4